# Puchar Luksemburga w piłce siatkowej mężczyzn (2009/2010)
Rozgrywki o Puchar Luksemburga w piłce siatkowej mężczyzn w sezonie 2009/2010 (Coupe de Luxembourg) zainaugurowane zostały w październiku 2009 roku. Brały w nich udział kluby z Division Nationale i Division 1.
Rozgrywki składały się z 1/8 finału, 1/4 finału, 1/2 finału i finału.
Finał rozegrany został 6 marca 2010 roku w Gymnase de la Coque.
Zdobywcą Pucharu Luksemburga została drużyna VC Strassen.

## 1/8 finału
| 18.10.2009 | Escher VBC | 0:3 (23:25, 20:25, 20:25) | VC Fentange |

| 18.10.2009 | VC Bonnevoie | 0:3 (20:25, 20:25, 19:25) | VC Lorentzweiler |

| 17.10.2009 | Volley Bartréng | 0:3 (21:25, 23:25, 26:28) | Volley 80 Pétange |

| 17.10.2009 | US Echternach | 0:3 (21:25, 11:25, 17:25) | VC Strassen |

| 17.10.2009 | VB Amber-Lënster | 3:1 (25:20, 22:25, 25:19, 25:22) | VC Beckerich |

## 1/4 finału
| 06.12.2009 | VB Amber-Lënster | 1:3 (25:23, 19:25, 12:25, 22:25) | RSR Walfer |

| 05.12.2009 | VC Fentange | 2:3 (16:25, 25:21, 25:23, 22:25, 13:15) | Volley 80 Pétange |

| 05.12.2009 | VC Strassen | 3:0 (25:18, 25:17, 25:14) | VC Lorentzweiler |

| 06.12.2009 | VC Standard Wiltz | 0:3 (14:25, 19:25, 21:25) | CHEV Diekirch |

## 1/2 finału
| 23.01.2010 | RSR Walfer | 1:3 (18:25, 22:25, 25:17, 21:25) | Volley 80 Pétange |

| 23.01.2010 | VC Strassen | 3:1 (25:20, 29:31, 25:20, 25:17) | CHEV Diekirch |

## Finał
| 06.03.2010 | Volley 80 Pétange | 1:3 (17:25, 39:41, 25:21, 18:25) | VC Strassen |